# Atanazy (Malinin)
Atanazy, imię świeckie Aleksandr Antonowicz Malinin (ur. 21 lutego?/4 marca 1884, zm. 22 maja 1939) – rosyjski biskup prawosławny.

## Życiorys
Urodził się 6 marca 1884 roku w miejscowości Klimientowski Pogost Spasskiego powiatu Riazańskiej guberni (obecnie uroczysko w Rejone spasskim obwoda riazańskiego) w rodzinie kapłana prawosławnego.
W 1904 ukończył seminarium duchowne w Permie jako najlepszy słuchacz w swoim roczniku, dzięki czemu został skierowany na naukę w Kazańskiej Akademii Duchownej na koszt państwa. Również w Akademii Aleksandr Malinin należał do najlepszych studentów i po uzyskaniu dyplomu kandydata nauk teologicznych został w niej zatrudniony jako wykładowca języków rosyjskiego oraz cerkiewnosłowiańskiego oraz historii literatury rosyjskiej. W 1909 uzyskał tytuł magistra teologii. W czasie studiów złożył wieczyste śluby mnisze.
Pracę naukową kontynuował po 1909 w Petersburgu i tam też, 25 października 1909, arcybiskup wołyński i żytomierski Antoni wyświęcił go na hierodiakona, zaś trzy dni później – na hieromnicha.
28 maja 1910 został ponownie zatrudniony w Kazańskiej Akademii Duchownej w katedrze teologii pasterskiej i homiletyki. Po trzech latach przeszedł do katedry języków rosyjskiego i cerkiewnosłowiańskiego. 23 kwietnia 1916 otrzymał godność archimandryty i miał zostać przełożonym monasteru św. Jana Chrzciciela w Kazaniu, odmówił jednak przyjęcia tej godności.
Po zamknięciu Kazańskiej Akademii Duchownej przez bolszewików przez pewien czas działała ona w podziemiu, zaś archimandryta Atanazy kontynuował w niej pracę dydaktyczną. W odróżnieniu od znacznej części duchowieństwa kazańskiej nie wyjechał z Kazania we wrześniu 1918 razem z wycofującymi się siłami zbrojnymi Komucza.
20 listopada 1920 miała miejsce jego chirotonia na biskupa czeboksarskiego, wikariusza eparchii kazańskiej i swijaskiej, którą przeprowadzili na polecenie ordynariusza eparchii, metropolity Cyryla biskup czystopolski Anatol (Hrysiuk) oraz biskup mamadyski Joazaf (Udałow). Pod nieobecność metropolity Cyryla, przetrzymywanego przez władze radzieckie w Moskwie, razem z biskupami Anatolem i Joazafem zarządzał do 1922 eparchią kazańską. W wymienionym okresie zwalczał ruch Żywej Cerkwi.
3 września 1923 aresztowany metropolita Cyryl pisemnie przekazał biskupowi Atanazemu nadanie mu tytułu biskupa spasskiego. W grudniu tego samego roku hierarcha objął jako locum tenens zarząd eparchii kazańskiej i swijaskiej. Od jesieni 1926 tytułował się jako biskup czeboksarski. W 1929 otrzymał godność arcybiskupa, zaś 7 maja 1929 został arcybiskupem kazańskim i swijaskim. W konflikcie między metropolitą Cyrylem (Smirnowem) a locum tenens Patriarchatu Moskiewskiego Sergiuszem (Stragorodskim) poparł tego drugiego, nie zgadzając się w ślad za metropolitą Cyrylem poprzeć nie wspominających.
W okresie zarządzania eparchią kazańską przez arcybiskupa Atanazego na jej terytorium, podobnie jak w całym ZSRR, doszło do masowej likwidacji parafii prawosławnych przez władze stalinowskie. Jeszcze w 1929 zamknięto wszystkie monastery. Duchowny starał się zadbać o zachowanie jak największej liczby czynnych cerkwi, wyświęcał dla nich nowych duchownych, przyjmował kapłanów powracających z obozów i zsyłek.
23 marca 1933 nieoczekiwanie został przeniesiony na katedrę taszkencką i Azji Środkowej, jednak nigdy nie wyjechał do Taszkentu. W sierpniu 1933 wyznaczono go na biskupa saratowskiego. Jego dalsze losy nie są dokładnie znane. Według badań metropolity Manuela (Lemieszewskiego) duchowny przeszedł w 1935 w stan spoczynku i zmarł cztery lata później śmiercią naturalną (nie został stracony ani nie zmarł w łagrze). W literaturze spotyka się również tezy, jakoby duchowny w ostatnich latach życia znajdował się na zesłaniu i tam zmarł.